# Урбизаља
Урбизаља (итал. Urbisaglia) насеље је у Италији у округу Мачерата, региону Марке.
Према процени из 2011. у насељу је живело 1862 становника. Насеље се налази на надморској висини од 311 м.

## Становништво
| 1931. | 1936. | 1951. | 1961. | 1971. | 1981. | 1991. | 2001. | 2011. |
| ----- | ----- | ----- | ----- | ----- | ----- | ----- | ----- | ----- |
| 3.110 | 3.208 | 3.204 | 2.867 | 2.546 | 2.540 | 2.633 | 2.760 | 2.712 |